# Eduard Steinemann
Eduard Steinemann (Suiza, 2 de agosto de 1906-Flawil, Suiza, 28 de junio de 1937) fue un gimnasta artístico suizo, campeón olímpico en 1928.

## Carrera deportiva
En las Olimpiadas de Ámsterdam 1928 gana la medalla de oro en el concurso por equipos, quedando los suizos por delante de los checoslovacos y yugoslavos.
Y en los JJ. OO. de Berlín 1936 ganó la medalla de plata en el concurso por equipos, tras Alemania y por delante de Finlandia, y siendo sus compañeros de equipo: Albert Bachmann, Walter Beck, Eugen Mack, Georges Miez, Michael Reusch, Walter Bach y Josef Walter.